# Aleuropteryx cupressi
Aleuropteryx cupressi är en insektsart som beskrevs av Meinander 1974. Aleuropteryx cupressi ingår i släktet Aleuropteryx och familjen vaxsländor. Inga underarter finns listade i Catalogue of Life.